# Zora Dubljević
 (août 2023).
La mise en forme du texte ne suit pas les recommandations de Wikipédia : il faut le « wikifier ».
Les points d'amélioration suivants sont les cas les plus fréquents :
- Les titres sont pré-formatés par le logiciel. Ils ne sont ni en capitales, ni en gras.
- Le texte ne doit pas être écrit en capitales (les noms de famille non plus), ni en gras, ni en italique, ni en « petit »…
- Le gras n'est utilisé que pour surligner le titre de l'article dans l'introduction, une seule fois.
- L'italique est rarement utilisé : mots en langue étrangère, titres d'œuvres, noms de bateaux, etc.
- Les citations ne sont pas en italique mais en corps de texte normal. Elles sont entourées par des guillemets français : « et ».
- Les listes à puces sont à éviter, des paragraphes rédigés étant largement préférés. Les tableaux sont à réserver à la présentation de données structurées (résultats, etc.).
- Les appels de note de bas de page (petits chiffres en exposant, introduits par l'outil «  Source ») sont à placer entre la fin de phrase et le point final[comme ça].
- Les liens internes (vers d'autres articles de Wikipédia) sont à choisir avec parcimonie. Créez des liens vers des articles approfondissant le sujet. Les termes génériques sans rapport avec le sujet sont à éviter, ainsi que les répétitions de liens vers un même terme.
- Les liens externes sont à placer uniquement dans une section « Liens externes », à la fin de l'article. Ces liens sont à choisir avec parcimonie suivant les règles définies. Si un lien sert de source à l'article, son insertion dans le texte est à faire par les notes de bas de page.
- La présentation des références doit suivre les conventions bibliographiques. Il est recommandé d'utiliser les modèles {{Ouvrage}}, {{Chapitre}}, {{Article}}, {{Lien web}} et/ou {{Bibliographie}}. Le mode d'édition visuel peut mettre en forme automatiquement les références.
- Insérer une infobox (cadre d'informations à droite) n'est pas obligatoire pour parachever la mise en page.

Pour une aide détaillée, merci de consulter Aide:Wikification.
Si vous pensez que ces points ont été résolus, vous pouvez retirer ce bandeau et améliorer la mise en forme d'un autre article.
Zora Dubljević (en serbe cyrillique : Зора Дубљевић ; née le 7 août 1938 à Sarajevo), est une chanteuse serbe dont la carrière s'étend sur plus de quatre décennies ; l'un de ses plus grands succès porte le nom de Svi me momci vole.

## Carrière
Zora Dubljević est née le 7 août 1938 à Sarajevo, où elle a terminé ses études primaires, secondaires et de droit à l'Université de Sarajevo. Elle est tombée amoureuse de Sevdalinka dès sa plus tendre enfance, en écoutant le chant de Fatima Poriječanin ("J'ai eu cinq fils comme cinq fées des montagnes"), ainsi que les chansons d'autres artistes qu'elle chantait.
C'était son motif et sa motivation pour sa propre carrière de chanteuse. Au début, elle a chanté en toutes occasions: lors de petits rassemblements d'amis et de parents, lors de fêtes scolaires, et en tant que lycéenne de la Société culturelle "Miljenko Cvitković", et en tant qu'étudiante du KUD "Slobodan Princip Seljo". Grâce à son adhésion à ces associations, elle poursuit sa formation en chant et améliore de plus en plus ses capacités vocales et son répertoire. L'association "Slobodan Princip Seljo" était une pépinière de talents des futurs meilleurs interprètes de sevdalinka. En plus d'elle, Safet Isović, Jerlagić, Berberović, Himzo Polovina, Zehra Deović et d'autres y ont chanté. En 1958, elle postule pour une audition à Radio Sarajevo et est acceptée.
Sa popularité croissante n'est pas passée inaperçue auprès des responsables du "Jugoton" de Zagreb, qui lui ont proposé d'enregistrer un album de musique. Le premier disque a été créé en collaboration avec Ismet Alajbegović "Šerba", qui a composé la musique de la chanson "Oj miloše bekrijo", et les paroles ont été écrites par Nikola Škrba. Ce disque a été vendu en peu de temps dans un tirage record de plus de 100 000 exemplaires et a obtenu le premier disque d'or en Bosnie-Herzégovine. Elle a soigneusement et avec persévérance collecté des chansons folkloriques originales qui ont constitué la base de son répertoire de chant. Cette approche de la musique, ainsi que son chant de qualité de la sevdalinka traditionnelle, étaient appréciés à cette époque dans les régions de Yougoslavie.

## Albums
- 1962 — Pjesme iz Bosne

- 1963 — Siroče sam, na sve mi se žaluje
- 1964 — Ne ašikuj, Mujo
- 1965 — Prva ljubav
- 1966 — Sjajna zvijezda gdje si sinoć sjala
- 1967 — Stalo sanjam tvoje oči
- 1968 — Doviđenja
- 1970 — Uvela je ljubav
- 1971 — Nemoj da se čudiš
- 1972 — Svi me momci vole
- 1975 — Moje pismo
- 1978 — Ja krijem da volim
- 1979 — Oj momčiću dilberčiću
- 1984 — Ti si mi sve
- 2016 — Folk zvijezde zauvjek